# Mehnersmoos
Mehnersmoos ist ein deutsches Rap-Duo aus Frankfurt am Main, bestehend aus den Rappern MadFred (bürgerlich Frederik Moos) und Maydn (bürgerlich Tobias Mehner). Der Name des Duos ist eine Kombination beider Nachnamen.

## Geschichte
Maydn und MadFred stammen aus Südhessen. Beide erhielten eine Ausbildung im Fach Schlagzeug am Dr. Hoch’s Konservatorium und lehrten zwischen 2010 und 2022 an der Musikschule in Bad Nauheim. Im Dezember 2010 veröffentlichte das Duo mit Silvester seinen ersten Song. Am 11. Oktober 2013 erschien das Mixtape Eier, Wurst und Saft als kostenfreier Download.
Am 18. Oktober 2017 veröffentlichte das Duo die EP Frankfurt bleibt stabil. Im Jahr 2020 erschien mit Alkonüme Hühner eine Kollaboration mit den 257ers sowie der Song Rossmann als Feature mit K.I.Z.
Das Debütalbum Pennergang erschien am 4. März 2022 und landete auf Platz 2 der deutschen Hip-Hop-Charts sowie auf Rang 9 der deutschen Albumcharts. 2022 war Mehnersmoos Vorband auf der Tour Rap über Hass von K.I.Z. Ihr zweites Studioalbum Sexy erschien am 17. Februar 2023 und enthält unter anderem Gastauftritte von Money Boy, Karate Andi und Nico K.I.Z. Sexy erreichte Platz 7 der deutschen Albumcharts. Das dritte Studioalbum des Duos, Neues von Mehnersmoos, erschien am 20. September 2024. Das Album, das einen Gastauftritt von Bela B enthält, konnte Platz 4 der deutschen Albumcharts erreichen und stellt damit das bisher höchstplatzierte Album von Mehnersmoos dar.

## Diskografie
Alben
- 2022: Pennergang
- 2023: Sexy
- 2024: Neues von Mehnersmoos

Mixtapes
- 2010: Scheißmusik[5]
- 2011: Sch(m)erzmusik[6]
- 2013: Eier, Wurst und Saft

EPs
- 2017: Frankfurt bleibt stabil
- 2018: Heiß wie Eis
- 2019: Alles billiq
- 2021: Frankfurz Kinx
- 2023: Unplugged

Singles
- 2010: Silvester
- 2012: Ass to Maus
- 2017: Klaudia (feat. Lars Kolbe)
- 2018: Handycam
- 2018: Penner
- 2018: Couplegoals
- 2018: Alphamales (feat. 257ers)
- 2019: Groupiemundis
- 2019: Oh mein Gott
- 2020: Blau
- 2020: Alkonüme Hühner (feat. 257ers)
- 2020: Ellebogen raus
- 2020: Rossmann (feat. K.I.Z)
- 2020: Schnaps Kippen Dosenbier
- 2020: 99 Puffs
- 2022: Pennergang
- 2022: Tedi (feat. DJ Spermaficker)
- 2022: Was los
- 2022: Oktoberfest (mit Tarek K.I.Z)
- 2022: Bir
- 2023: Nie wieder Mehnersmoos
- 2023: Die Einzigste (mit Finch)
- 2023: Danke
- 2023: Lambo (mit Money Boy)
- 2023: Mir ist alles peinlich (mit Lars Kolbe)
- 2024: 3 Bier
- 2024: Kuhle Typen (mit Swiss und die Andern)
- 2024: Rudi Völler
- 2024: Blue Man Group
- 2024: Lieber Gott (mit Filow)
- 2024: Hätt ich gewusst
- 2024: Bierdurst (mit The Butcher Sisters)
- 2024: Ich bin cool
- 2024: Deutsche Beatles